# Vincent (chanson)
Pour les articles homonymes, voir Vincent.
Singles de Don McLean
American Pie
(1971) Dreidel
(1973)
Vincent (aussi connue comme Starry Starry Night, d'après ses premiers mots) est une chanson de l'auteur-compositeur-interprète américain Don McLean extraite de son deuxième album studio, intitulé American Pie et sorti (aux États-Unis) sur le label United Artists Records le 24 octobre 1971.
McLean l'a écrite en hommage au peintre néerlandais Vincent van Gogh. « Starry, starry night », les premières paroles de la chanson, sont une référence au tableau La Nuit étoilée.

Le tableau La Nuit étoilée (1889) de Vincent van Gogh décrit dans la chanson

Publiée en single en 1972, la chanson a atteint la 12e place aux États-Unis (dans le Hot 100 de Billboard en mai) et la 1re place au Royaume-Uni (deux semaines à la 1re place en juin).